# Smolnyjinstituttet
Smolnyjinstituttet (russisk: Смольный институт) var oprindeligt en russisk uddannelsesinstitution for adelsdamer i Sankt Petersborg (Институт благородных девиц), etableret 1764, på vegne af Selskabet for adelsdamers uddannelse, af Ivan Betskoj, hvilket gjorde den til den første for kvinder i Rusland. Det blev navngivet efter det det kloster, det blev opført i forbindelse med (Smolnyjklostret).
Den nuværende palladianske bygning blev opført mellem 1806 og 1808 af Giacomo Quarenghi. Den omgivende have blev anlagt i begyndelsen af 19. århundrede.
Bygningen har haft en stor betydning i russisk historie. I 1917 valgte Vladimir Lenin bygningen til hovedkvarter for bolsjevikkerne under oktoberrevolutionen, og var Lenins residens i flere måneder, indtil den nationale regering flyttedes til Kreml i Moskva. Efter flytningen blev Smolnyjbygningen hovedkvarter for den lokale afdeling af Sovjetunionens kommunistiske parti.
Leninmonumentet blev placeret foran bygningen 1927, mens Sergej Kirov blev myrdet der i 1934. 
Efter Sovjetunionens opløsning i 1991 blev Smolnyjinstituttet residens for de politiske ledere i Sankt Petersborg. Blandt andet arbejdede Vladimir Putin der fra 1991 til 1997 under Anatolij Sobtjak.